# Nananthus
Genre
Classification phylogénétique
Nananthus N.E.Br. est un genre de plante de la famille des Aizoaceae.
Nananthus N.E.Br., in Gard. Chron., ser. 3. 78: 433 (1925), in clave
Type : Nananthus vittatus (N.E.Br.) Schwantes (Mesembryanthemum vittatum N.E.Br.) ; Lectotypus [N.E.Br., in Gard. Chron. ser. 3. 89: 92 (1931)]

## Liste des espèces
- Nananthus acutus (L.Bolus) G.D.Rowley
- Nananthus albinotus (Haw.) L.Bolus
- Nananthus albipunctatus Schwantes
- Nananthus aloides Schwantes
- Nananthus broomii (L.Bolus) L.Bolus
- Nananthus cibdelus Schwantes
- Nananthus comptonii L.Bolus
- Nananthus cradockensis L.Bolus
- Nananthus crassipes (Marloth) L.Bolus
- Nananthus difformis L.Bolus
- Nananthus dyeri L.Bolus
- Nananthus gerstneri (L.Bolus) L.Bolus
- Nananthus hilmarii (L.Bolus) G.D.Rowley
- Nananthus jamesii (L.Bolus) L.Bolus
- Nananthus lesliei (N.E.Br.) G.D.Rowley
- Nananthus lodewykii (L.Bolus) L.Bolus
- Nananthus loganii (L.Bolus) L.Bolus
- Nananthus luckhoffii (L.Bolus) L.Bolus
- Nananthus malherbei L.Bolus
- Nananthus margaritiferus L.Bolus
- Nananthus orpenii (N.E.Br.) L.Bolus
- Nananthus pallens (L.Bolus) L.Bolus
- Nananthus peersii L.Bolus
- Nananthus pole-evansii N.E.Br.
- Nananthus rosulatus (Kens.) G.D.Rowley
- Nananthus rubrolineatus Schwantes
- Nananthus schooneesii (L.Bolus) L.Bolus
- Nananthus setiferus (L.Bolus) G.D.Rowley
- Nananthus soehlemannii Hort. ex H.Jacobsen
- Nananthus spathulatus (Thunb.) G.D.Rowley
- Nananthus tersus (N.E.Br.) G.D.Rowley
- Nananthus thudichumii (L.Bolus) G.D.Rowley
- Nananthus transvaalensis L.Bolus
- Nananthus villetii L.Bolus
- Nananthus vittatus Schwantes
- Nananthus wilmaniae (L.Bolus) L.Bolus